# Zofia Kozarynowa
Zofia Kozarynowa, ps. T. Brudzewski, Krystyna Jaworska, Rębajło, (ur. 20 listopada 1890 w Warszawie, zm. 17 kwietnia 1992 w Laxon Hall, Wielka Brytania) – polska pisarka i publicystka.

## Życiorys
Była córką historyka i powieściopisarza Franciszka Rawity-Gawrońskiego i Antoniny z Miłkowskich, po matce wnuczką Teodora Tomasza Jeża; jej starszym bratem był orientalista Andrzej Gawroński. 
Studiowała na Sorbonie, uzyskując w 1919 licence es-lettres. W 1918 roku wyszła za mąż za Stanisława Kozaryna. W latach 1929–1939 pracowała jako lektorka języka polskiego i wykładowca literatury polskiej na Uniwersytecie w Turynie; przyczyniła się do stworzenia biblioteki Instytutu Attilio Begeya, znaczącej instytucji dla filologii polskiej w Turynie. Lata okupacji spędziła w Polsce. W 1946 wyjechała na stałe na Zachód, osiedlając się w 1947 w Wielkiej Brytanii.
Przed 1939 publikowała powieści pod pseudonimem Tadeusz Brudzewski, głównie w wydawnictwie Gebethnera i Wolffa. Twórczość Kozarynowej z tego okresu zdradza wpływy ideologii endeckiej. Ukazały się m.in. Walka z cieniem (1924), Dzwon na trwogę (1926), Zatrute źródło (1927), Płomień na wietrze (1929), Cyklon (1931). Wiele nowel i opowiadań ogłosiła na łamach „Rzeczypospolitej”, „Kuriera Warszawskiego” i „Warszawianki”.
Na emigracji skoncentrowała się na działalności publicystycznej. Współpracowała z „Wiadomościami Polskimi” w Mannheim, „Tygodniem Polskim" (Londyn), „Zeszytami Literackimi” (Paryż). W „Wiadomościach Polskich” publikowała także poezje; w „Tygodniu Polskim” prowadziła rubrykę „Na szerokim świecie” (pod pseudonimem Rębajło). Utrzymywała kontakt z Muzeum Literatury w Warszawie. Była autorką utworów dla dzieci (O braciach kłótnikach i wesołej Basi, 1955; Król poezji: opowieść o panu Adamie, 1956) i przekładów (m.in. A. Cojazzi Pier Giorgio Frassati, 1936; I. Silone Wybór towarzyszy, 1964; M. Winowska Prawdziwe oblicze ojca Pio, 1965). Podpisała list pisarzy polskich na Obczyźnie, solidaryzujących się z sygnatariuszami protestu przeciwko zmianom w Konstytucji Polskiej Rzeczypospolitej Ludowej (List 59). W 1982 w Londynie opublikowała tom wspomnień Sto lat, w którym zawarła własne obserwacje z życia kilku pokoleń polskiej inteligencji.
Była laureatką wielu nagród literackich, m.in. nagrody im. A. Godlewskiego (1974), nagrody „Wiadomości” (1980), nagrody Związku Pisarzy Polskich na Obczyźnie (1990).
Ostatnie lata życia spędziła w domu spokojnej starości w Laxton Hall w Anglii, kontynuując działalność publicystyczną jeszcze po ukończeniu 100 lat. Zmarła w wieku 102 lat.

## Ordery i odznaczenia
- Krzyż Komandorski Orderu Odrodzenia Polski (11 listopada 1990)[2]
- Krzyż Kawalerski Orderu Odrodzenia Polski (3 maja 1987)[3]
- Srebrny Wawrzyn Akademicki (5 listopada 1938)[4]